# Петропавлівка (Скадовський район)
Петропавлівка — селище в Україні, у Скадовській міській громаді Скадовського району Херсонської області. Населення становить 323 осіб.

## Історія
До 2016 року селище мало назву Комсомольське.
Відповідно до Розпорядження Кабінету Міністрів України від 12 червня 2020 року № 726-р «Про визначення адміністративних центрів та затвердження територій територіальних громад Херсонської області» увійшло до складу Скадовської міської громади.
24 лютого 2022 року селище тимчасово окуповане російськими військами під час російсько-української війни.

## Населення
Згідно з переписом УРСР 1989 року чисельність наявного населення селища становила 250 осіб, з яких 122 чоловіки та 128 жінок.
За переписом населення України 2001 року в селищі мешкали 323 особи.

### Мовний склад
Рідна мова населення за даними перепису 2001 року:
| Мова       | Чисельність, осіб | Доля     |
| ---------- | ----------------- | -------- |
| Українська | 289               | 89,47 %  |
| Російська  | 32                | 9,91 %   |
| Інше       | 2                 | 0,62 %   |
| Разом      | 323               | 100,00 % |